# トーカ堂
株式会社トーカ堂（トーカどう、TOKADO Co.,Ltd.）は、福岡県糟屋郡篠栗町に本社を置く、テレビとインターネットを通じて通信販売を行っている企業である。

## 概要
主にテレビの通信販売番組にて、家電や宝飾品を中心に取り扱っている。
テレビショッピングでは、社長の北義則がメインとなって、ゲストの芸能人とともに商品を紹介するといったスタイル。30分〜1時間のひとつの独立した番組としてテレビショッピングを展開する場合が多いが、一部チャンネルではテレビのCMスタイルもある（専門チャンネルでは数分のCM扱いのスタイルが多い）。
北社長の独特な間の取り方、展開される商品紹介が見所のひとつで、番組はこうした北のキャラクター性の高さから「北さんのテレショップ」という呼び方をされることも多く、トーカ堂の公式ウェブサイトでもこの言い回しが多く用いられている。

## 沿革
- 1981年5月 - 現在所で陶器、陶磁器の販売および卸業を手がける「陶華堂」として創業
- 1988年7月14日 - 有限会社陶華堂を設立[1]
- 1991年1月25日 - 株式会社トーカ堂を設立。同時期に通信販売の事業を開始し、テレビショッピングなどを展開[1]
- 2006年2月 - トーカ堂コールセンターを創設[1]

## 出演者・スタッフ
- 総合司会：北義則
- ゲスト（これまでの出演者）
  - 黒沢年雄 - 企業CMも出演。
  - 寺泉憲
  - 錦野旦 - 企業CMも出演。
  - 神保美喜
  - 鳥居かほり
  - 国広富之
  - 野川由美子 - 企業CMも出演。
  - 芦川よしみ
  - 八波一起 - 企業CMも出演。TOKYO MX「トーカ堂 ときめきサンデー」MC
  - 奈美悦子
  - 中条きよし
  - 名高達男
  - 原久美子
  - 野口五郎
  - ジュディ・オング
  - 京本政樹
  - 大西結花
  - 山城新伍
  - 大和田伸也
  - 辺見マリ
  - 松岡きっこ
  - 渡辺篤史
  - ピーター
  - マリアン
  - 萩原流行
  - ロザンナ
  - 増田恵子
  - 根本りつ子 - 企業CMも出演。
  - 川﨑麻世
  - 藤吉久美子
  - 三井ゆり
  - 小柳ルミ子
  - 辻よしなり
  - いとうまい子
  - 熊谷真実
  - 杉浦太陽

ほか多数
- その他
  - ヘルスケア商品担当：山口雅史、滝川なち(2008年11月の寺泉&野川出演バージョンから登場)
  - デジタル家電担当：北卓矢（北義則の息子）
  - アシスタント：三清直美
  - 広告代理店：株式会社三広
  - 番組制作：VSQ

## 備考
- 番組のほとんどは、「トーカ堂テレショップスペシャル」の名で放送される。テレビ欄には、企業名を載せることが難しいためか「○○（男）＆○○（女）のテレショップスペシャル」（例:八波一起＆芦川よしみのテレショップスペシャル）、あるいは単に「テレショップスペシャル」と表記されるのがほとんどで、トーカ堂の文字が載ることはあまりない。テレビ東京のみ「一発完売！テレショッブスペシャル」と表記される。2009年1月頃からは「トーカ堂バラエティTVショッピング」（テレビ欄等では「バラエティテレビショッピング」と表記）のタイトルで放送されることが多くなった。
- BSデジタル放送では、番組名が「（お買い得商品満載） とびっきりトーカ堂TVショッピング」となることが多く、オープニングも一部差し替えてある。尚、差し替えはトーカ堂の金色の文字を隠す形になっており、このバージョンではトーカ堂の金色文字が一切姿を見せないようにされている。ただし、このバージョンは地上波でも時々放送されることがある。
- 年に1・2回、一部地域で「トーカ堂生放送DEテレショップ」を行っている。
  - tvkをキー局にU局11〜12局ネット。びわ湖放送(滋賀)と岐阜放送(岐阜)が2局同時で、日曜の17時台に行うことが多い。なお、この場合はいつもTXNニュースを両社とも休止としている。
- 2006年10月から放送されるVTRで、北義則の息子・北卓矢が初出演した。
- これまでは、芸能人2人（男女各1）対北社長というパターンだったが、2006年10月放送分からヘルスケア担当、デジタル家電担当を配置した。これにアシスタントの三清直美まで含めれば一気に6人体制に拡充したことになる。
- ○○記念という名目で特別価格を提示することが多い（[オペレーションセンター開設記念」や「創業25周年記念」など）。
- 九州朝日放送（KBC、福岡市）ではテレビショッピングの再放送がおこなわれることが多い（テレビ欄にも再放送の記号が付く）。冒頭で「この番組は再放送ですが 商品のお申し込みは受け付けています」とKBCから提供クレジット形式でテロップが送出された。なお、この場合は制作協力がKBC関連会社の「KBC映像」、制作著作が「九州朝日放送」（ふだんはSANKO）となる。最近[いつ?]では、再放送以外の回でもKBC制作となることが多い。
- TVQ九州放送で1時間版が放送される場合は、通常のテレショップ（前半30分）+健康食品枠（「ほっと青汁」や「黒酢にんにく梅」など、後半25分）の2部構成となるのが大半である。
- 1998年年末に放送された「加ト・けん・たけしの世紀末スペシャル」の中のコントで、加藤茶・志村けん・ビートたけしらと共演を果たしている。
- 2006年12月25日深夜に放送された「きらきらアフロ」（テレビ東京系、ただしテレビ大阪は22日深夜）の笑福亭鶴瓶の誕生日を祝おうという企画でゲスト出演。笑福亭鶴瓶には誕生日プレゼントとして遠赤外線カーボンヒーターとアルバムヒーターのセット（9800円）、松嶋尚美には息子が松嶋のファンだということで和珠本真珠ネックレスとピアスのセット（98000円）を。さらには、スタジオ観覧者一人一人にも一万円相当のプレゼントを配った。いずれもトーカ堂で販売しているもの。
- アシスタントの三清直美は、以前（1990年代）「新車情報」（テレビ神奈川）でアシスタントを務めていた。
- 前述の通り、博多華丸が北義則の真似をするが、「とんねるずのみなさんのおかげでした」の“博士と助手〜細かすぎて伝わらないモノマネ選手権〜”（フジテレビ　2006年9月26日放送）で披露した際、石橋貴明が「いやー私その北さんていう人知らなくて先日12チャンネル（テレビ東京）のTVショッピング見ましたよ。本当にそういう感じでもう絶賛ですね」と賞賛の声を上げていた。
- 娘の北真弓も主に健康食品枠で登場するようになった。
- 2008年11月放送の寺泉&野川バージョンの放送で、初めて「トーカ堂」社員以外からの商品紹介者として、CS放送「MALL of TV」の司会を担当している滝川なちが登場した。
- 商品を紹介する際、出演者全員がカメラを見ず、互いの会話で商品を賞賛する形式をとっている。視聴者に対して商品を紹介する一般のテレビ通販番組とは異なるスタイルである。
- 2011年4月からは『笑っていいとも!』で番組提供を開始、前半は番組出演タレントがテレビ・カタログ・インターネットショッピングを紹介、後半で錦野旦のダンスの後、北社長が「ときめき、感動、トーカ堂。」と宣伝する企業CMが放送されている。
- 2011年7月10日からTOKYO MXで「トーカ堂 ときめきサンデー」が放送開始（毎週日曜午前7時30分〜）。番組開始から9月までは30分番組だが、10月から30分拡大の1時間番組に時間変更。出演者は北義則・八波一起・千堂純子（ヴァーナル代表取締役）・万梨音。前半は「ときめきランチ」を紹介するグルメコーナー。後半は通販コーナー「ときめきショッピング」の構成となっている。
- CS,BS放送（チャンネルNECO、キッズステーション、ファミリー劇場、BSよしもと など）の各局では、5分程度のスポットCMが放送される。